# Riquilda da Polônia, Rainha de Castela
Riquilda da Polônia (também conhecida como Riclitza da Silésia; c. 1140 - 16 de junho de 1185) foi uma princesa polonesa da dinastia Piasta, pelo ramo silesiano, e, por seus casamentos, rainha de Leão, da Galiza e de Castela, condessa da Provença e de Everstein.

## Biografia
Riquilda era filha de Ladislau II da Silésia, e de Inês da Áustria, filha do marquês Leopoldo III da Áustria e meia-irmã do rei Conrado III da Germânia.
Viveu seus primeiros anos na Polônia, acompanhando seus pais e irmãos ao exílio, em 1146. Eles se estabeleceram primeiramente na Boêmia e depois na Germânia, sob os cuidados do rei Conrado III, que deu a seu cunhado deposto o distrito saxão de Altemburgo.

### Rainha de Castela e de Leão
Em 1151, o rei Afonso VII de Galiza, Leão e Castela queria fazer uma aliança com o Reino da Germânia através de um matrimônio, e Riquilda, sobrinha do rei germano, era a noiva apropriada para tal. O casamento aconteceu entre outubro e dezembro de 1152. Seu primeiro filho, Fernando, nasceu em Toledo, um ano depois. Em 1155, Riquilda deu à luz Sancha. O rei Afonso morreu repentinamente no meio da guerra contra os mouros em Sierra Morena, em 21 de agosto de 1157. Aparentemente, o infante Fernando havia morrido um pouco antes de seu pai.

### Rainha viúva e condessa consorte da Provença
O falecido rei dividiu seus domínios entre seus filhos de seu primeiro casamento, com Berengária de Barcelona: Sancho III obteve Castela e Fernando II, Galiza e Leão. O relacionamento entre Riquilda e seus enteados não lhe era favorável, especialmente depois de Sancho III declarar guerra a Raimundo Berengário IV de Barcelona, cujo filho, o futuro Afonso II de Aragão, era noivo de Sancha, sua filha. As relações instáveis entre Fernando II e o imperador Frederico I, primo de Riquilda, e o antipapa Vítor IV acrescentou mais dificuldades à rainha viúva, que finalmente decidiu se mudar para o Reino de Aragão, em 1159.
Ali, Riquilda conheceu Raimundo Berengário II da Provença, sobrinho do conde de Barcelona. Apesar de ambos terem se apaixonados, a união deles seria claramente política. Raimundo Berengário II apoiava o antipapa Vítor II contra Alexandre III, que, por sua vez, apoiava o rei Luís VII da França. O Condado da Provença tinha uma localização estratégica entre e França e a Península Itálica. Frederico também queria trazer para seu lado o conde de Barcelona, aliado dos reis da França, e de Castela, Galiza e Leão. Em contraste, Raimundo Berengário II, logo primo por casamento do imperador Frederico, ganhava prestígio e poderia enfrentar as pretensões do conde Hugo de Beaux, que recebera a Provença imperial como feudo.
As negociações para o casamento duraram cerca de um ano e meio, até que, em 1161, Raimundo e Riquilda finalmente se casaram. Eles tiveram apenas uma filha, Dulce, que nasceu cerca de um ano depois. Raimundo Berengário morreu em 1166, tentando conquistar Nice.

### Condessa consorte de Everstein
Pouco depois da morte de seu segundo esposo, iniciaram-se preparativos para outro casamento. Aparentemente, ela foi prometida a Raimundo V de Toulouse por seu primo Frederico. Na mesma época, a nova condessa Dulce II da Provença foi compromissada com o futuro Raimundo VI. O conde Raimundo ambicionava ficar mais próximo da dinastia de Hohenstaufen e se apoderar do condado da Provença. No entanto, a oposição firme do novo conde de Barcelona (futuro genro de Riquilda) pôs fim aos dois noivados e, com o auxílio da República de Gênova, iniciou uma guerra contra Raimundo V que durou oito anos.
Por volta de 1167, Riquilda se casou pela terceira e última vez com Alberto III de Everstein, que lutou ao lado do imperador Frederico na guerra contra a casa de Guelfo, e se mudou para a Germânia com seu novo esposo. Dessa união, sabe-se ao certo que nasceram dois filhos: Conrado II, arcebispo de Mogúncia, e Alberto IV de Everstein, embora algumas fontes citem ainda mais três filhos: Oto, Luís e Hermano.
Pouco se sabe da vida de Riquilda depois desses acontecimentos, tendo ela falecido em 1185.

## Nota
- Este artigo foi inicialmente traduzido, total ou parcialmente, do artigo da Wikipédia em inglês cujo título é «Richeza of Poland, Queen of Castile», especificamente desta versão.